# Моррисон, Джози
Джози Моррисон (англ. Josie Morrison; род. 2 февраля 1994 года, Эдмонтон, Канада) — канадская конькобежка, призёр в командной гонки I-го этапа Кубка мира по конькобежному спорту сезона 2017/2018 года. Участница зимних Олимпийских игр 2018 года.

## Биография
Джози Моррисон родилась в городе Эдмонтон, провинция Альберта, Канада. В конькобежный спорт её привели родители и длительное время Джози тренировалась вместе с мамой. C 2004 года начала профессионально заниматься на базе клуба «River City Racers», Камлупс. В национальной сборной за её подготовку отвечает канадский тренер Марсель Лакруа (фр. Marcel Lacroix). Обучалась в Университете Калгари по специальности — биология. Замужем за известным канадским конькобежцем — Денни Моррисоном.
Бронзовой медалью завершилось участие Моррисон на Кубке мира по конькобежному спорту сезона 2017/2018 года. 12 ноября 2017 года на ледовой арене Тиалф во время первого этапа, проходившем в голландском городе Херенвен, в командной гонке среди женщин с результатом 3:00.65 ((+4.88), 70 очков) канадские конькобежки заняли третье место. Более высокие позиции достались соперницам из Нидерландов (2:59.06 (+3.29), 80 очков — 2-е место) и Японии (2:55.77, 100 очков — 1-е место).
На зимних Олимпийских играх 2018 года Джози Моррисон дебютировала в забеге на 1500 м и командной гонке. 12 февраля 2018 года на Олимпийском Овале Каннына в забеге на 1500 м она финишировала с результатом 1:59.77 (+5.42). В итоговом зачёте Моррисон заняла 21-е место. 21 февраля 2018 года на Олимпийском Овале Каннына в командной гонке преследования канадские конькобежки финишировали вторыми в финале В с результатом 2:59.72. В итоговом зачёте они заняли 4-е место.